# Leptothorax rottenbergii
Leptothorax rottenbergii är en myrart som först beskrevs av Carlo Emery 1870.  Leptothorax rottenbergii ingår i släktet smalmyror, och familjen myror.

## Underarter
Arten delas in i följande underarter:
- L. r. ernesti
- L. r. jesus
- L. r. rottenbergii
- L. r. scabriosus